# Пилстинг
Пилстинг (њем. Pilsting) град је у њемачкој савезној држави Баварска. Једно је од 15 општинских средишта округа Динголфинг-Ландау. Према процјени из 2010. у граду је живјело 6.194 становника. Посједује регионалну шифру (AGS) 9279132.

## Географски и демографски подаци
Пилстинг се налази у савезној држави Баварска у округу Динголфинг-Ландау. Град се налази на надморској висини од 341 метра. Површина општине износи 71,2 km². У самом граду је, према процјени из 2010. године, живјело 6.194 становника. Просјечна густина становништва износи 87 становника/km².

## Међународна сарадња
| Мјесто | Држава   | Врста сарадње | Од    |
| ------ | -------- | ------------- | ----- |
|        | САД      | партнерство   | 1981. |
| Хаг    | Аустрија | партнерство   | 1992. |
| Извор  |          |               |       |